# San Antonio del Salto Chico
San Antonio del Salto Chico fue un establecimiento militar y comercial del Imperio español que es el antecedente fundacional de las ciudades de Concordia (Entre Ríos, República Argentina) y Salto (Uruguay), ambas ubicadas una frente a la otra en las márgenes del río Uruguay. Su razón de existir estuvo ligada a la existencia de los arrecifes del río Uruguay denominados salto Grande y salto Chico, que cortaban la navegación entre la reducción de Yapeyú y Buenos Aires. Ningún resto del poblado ha sido localizado hasta hoy, ni se conoce su emplazamiento exacto dentro de lo que se conoce como Naranjal de Pereda.

## Pueblos indígenas y primeras exploraciones del área
En 1528 Juan Álvarez y Ramón de la expedición de Sebastián Caboto remontó el río Uruguay llegando según algunos autores hasta los escollos del salto Chico, desde donde regresó al no poder superarlos y fue luego asesinado por los indígenas. Otros autores niegan su existencia o le dan otro nombre, y Félix de Azara dice que solo llegó hasta el río Negro. Las parcialidades indígenas del área eran las de los charrúas, bohanes y yaros.
Felipe de Cáceres de la expedición de Álvar Núñez Cabeza de Vaca perdió el rumbo en el delta del Paraná y se internó en el río Uruguay en 1542 con dos barcos y cincuenta hombres alcanzando el salto Chico y retornando a la isla Martín García, ya que escribió:

(...) una corriente o medio salto que ni a vela ni a remo podíamos romperla.

Hernando Arias de Saavedra, como gobernador de Asunción y luego de Buenos Aires, condujo varias expediciones al suelo entrerriano, la primera en 1607 cuando con 70 u 80 hombres y 20 carretas y canoas tras cruzar el río Paraná por el paso Cabayú (de los Caballos), atravesó Entre Ríos desde la actual localidad de Villa Hernandarias hasta el salto Grande y desde este cruzando el río Uruguay hasta Paysandú.
En 1624 el gobernador Francisco de Céspedes envió a Hernando de Zayas hacia las misiones del alto Uruguay, recorriendo el río Uruguay sólo en una canoa. Regresó a Buenos Aires con el padre Roque González de Santa Cruz y el cacique Nezá.
El maestre de campo Francisco García Piedrabuena al frente de 1500 indígenas de las misiones guaraníes provenientes de Yapeyú, partiendo del río Guaviraví el 5 de noviembre de 1715 ingresó a la actual Entre Ríos por las proximidades de las nacientes del río Gualeguay y pasó por el área del salto Chico en una expedición punitiva terrestre contra los indígenas dominantes de la región: charrúas, bohanes y yaros, llegando hasta el arroyo Ñancay. El 31 de diciembre decidió retornar a Yapeyú a donde llegó el 23 de enero de 1716. Esta expedición fue documentada por el propio García Piedrabuena y por el capellán Policarpo Dufó.

## El paradero Ytú
Según el jesuita Guillermo Furlong Cardiff en su obra Cartografía Jesuítica del Río de la Plata, al estudiar mapas de la Compañía: mapa VIII de 1722 marcado 6, H; mapa XV de 1732 marcado 6, H; mapa XV de 1749 marcado 9, D; se encuentra en ellos en la margen occidental del río Uruguay la palabra "Ytú" (salto en idioma guaraní, mientras que salto de aguas es "ytuí") y sobre la margen oriental la palabra "Salto" en unos y "Arrecife" en otros, que eran la referencia al accidente geográfico. Lo cual interpreta que existía un paradero llamado Ytú por lo menos desde la fecha del primero de los mapas en 1722 en el emplazamiento actual de la ciudad de Concordia. El teniente cura de la estancia de Jesús del Yeruá, padre Carlos Molina, informó en 1806 que en una expedición de Yapeyú en 1718 los jesuitas se establecieron en la región. Erigieron un oratorio puesto bajo la advocación de san Antonio de Padua custodiado por una pequeña guarnición de indígenas misioneros reducidos y plantaron los primeros naranjos.

## Fundación del fuerte
El primer asiento español en la zona fue probablemente la instalación militar de San Antonio del Salto Chico, edificada en la margen oriental del río Uruguay (actual ciudad de Salto) en octubre de 1756 sobre la base de un campamento de 400 soldados comandados por José Joaquín de Viana, gobernador de Montevideo, quien se había abierto camino desde aquella ciudad hasta el punto en donde se interrumpe la navegación del río Uruguay. Lo hizo por orden del gobernador de Buenos Aires, José de Andonaegui, para servir de apoyo al ejército que actuaba en las Misiones Orientales por motivo de la guerra Guaranítica. En enero de 1757 el nuevo gobernador de Buenos Aires, Pedro de Cevallos, llegó al lugar, en donde lo esperaba Viana para seguir rumbo a las Misiones Orientales, como el salto Grande impidió continuar la navegación, el 6 de febrero de 1757 ordenó fundar el fuerte de San Antonio del Salto Chico, dejando a 100 soldados en él al mando del capitán Josef de Nietto. La capilla del fuerte se puso bajo la advocación de san Antonio de Padua, como lo estaba el oratorio misionero, siendo su capellán fray Mathías de San Martín y Cabral. La dotación contaba con el cirujano británico Patricio Langlands y una guardia fue establecida en la orilla occidental. Luego, el fuerte fue abandonado en 1763.

## Restauración del fuerte
En 1768 el gobernador del Río de la Plata, Francisco de Paula Bucarelli y Ursúa, junto a los capitanes de infantería Francisco Pérez de Saravia, Juan Francisco de la Riva Herrera, Francisco Bruno de Zabala y Nicolás de Elorduy organizaron una expedición militar para expulsar a los jesuitas de las misiones, en cumplimiento de la Pragmática Sanción del 27 de febrero de 1767.
Para ello, remontaron el río Uruguay con 1500 soldados llegando a El Salto el 16 de junio de 1768, en donde Bucarelli hizo restaurar el fuerte abandonado en 1763 para base de operaciones militares en el salto Chico.
El 24 de junio partieron los destacamentos al mando de los capitanes De la Riva Herrera y de Zavala con destino a las misiones del Paraguay y a los 6 pueblos del Uruguay, respectivamente. El 27 partió el destacamento del capitán Elorduy, el día 28 el de Saravia que fue enviado especialmente a Concepción para detener y desterrar al jesuita José Cardiel, y el día 29 el de Bucarelli. En el lugar permaneció un destacamento al mando del teniente Nicolás García custodiando tres embarcaciones.
Este fuerte sirvió como depósito de abastecimientos y como punto de reunión de los sacerdotes jesuitas, en la medida en que eran detenidos en sus pueblos y remitidos al mismo. A mediados de julio de 1768 llegaron remitidos el provincial jesuita de Yapeyú y 6 sacerdotes y poco después llegaron otras remesas de los demás pueblos. El 5 de agosto de 1768 los sacerdotes jesuitas detenidos en el fuerte fueron remitidos por barco a Buenos Aires.

## Incorporación a la jurisdicción de Yapeyú
En 1769 Francisco Bruno de Zavala como gobernador interino de los diez pueblos de las Misiones del Uruguay debió intervenir en un litigio entre los pueblos de La Cruz y Yapeyú, informando en esa ocasión a Bucarelli el 26 de noviembre de 1769 que el administrador civil y el nuevo párroco dominico de Yapeyú (Gregorio de Soto y fray Marcos Ortiz) le habían solicitado la propiedad de las tierras entre el río Miriñay y el arroyo Yuquerí Grande:

... que veean si haviendo me pedido merced del territorio que tenian Poblado desde el Miriñay hasta el Yuqueri por la costa septentrional del Uruguay no se lo havia concedido diciendoles que pediría la confirmacion de V. Exca, ó que la pidiessen ellos y que fuesen poblando para facilitar el transito desde el Salto Chico.

A partir de esa respuesta el pueblo de Yapeyú comenzó a establecer estancias en ese territorio. Zavala confirmó que había autorizado esa expansión en una carta al virrey Nicolás del Campo el 15 de junio de 1789:

... en el año de 69, para ajustar la diferencia que por un terreno tenían los pueblos de Yapeyú y La Cruz, considerando el servicio y gastos que habla hecho el primero en la expedición del Exmo. señor Don Francisco de Bucarelli y Ursúa, cuando practicó la expulsión de los Jesuítas, y que de tiempo anterior tenia sus embarcaciones en el Salto Chico del Uruguay, para que facilitaran los transportes, les concedí el terreno que hay desde el rio Miriñay hasta el arroyo Yuquerí que esta media legua más abajo del Salto Chico.

## Traslado a la margen occidental
Como una gran creciente del río Uruguay destruyó el establecimiento del Salto Chico, así como también la comunidad de Yapeyú, el cabildo indígena de Yapeyú decidió el 20 de noviembre de 1769 que el pequeño poblado fuera reconstruido en la margen occidental y envió al regidor y cacique Ignacio Boyá para cumplimentar su decisión. Lo acompañaron el maestro carpintero Agustín Navarro y un contingente de operarios. El gobernador Bucarelli tomó a su cargo la fundación de San Antonio de Salto Chico en predios de la actual Concordia. 

(...) se hará de firme una población con capilla, casa y almacenes, para habitaciones de los naturales y pasajeros, para asegurar las haciendas que van y viene (...) para cuya determinación se ha despachado, bien instruido, a un regidor Don Ignacio Boyá y a Don Agustín Navarro, con gente correspondiente y herramientas (...)

Para comercializar el excedente de la producción misionera, cuyo principal artículo era la yerba mate, en 1769 se decidió adoptar la ruta del río Uruguay (o ruta oriental de la yerba mate) como la más cómoda y directa a Buenos Aires desde las Misiones. Los cargamentos eran reunidos en Yapeyú y desde allí seguían por carreta hasta el salto Chico, quedando establecida desde entonces por el actual territorio argentino la Ruta al Salto. El embarcadero fue utilizado como punto de embarque y desembarque debido a que los saltos Grande y Chico en el río Uruguay impedían la navegación hacia Yapeyú. Salto Chico fue el primer núcleo urbano de la región entrerriana del Uruguay, pero poco después una epidemia de viruela diezmó a la población de Yapeyú y la ruta oriental de la yerba mate fue abandonada, en beneficio de la occidental por el río Paraná.
Luego de inspeccionar lo que había quedado de la ruta al Salto tras la epidemia de viruela, en 1776 el teniente gobernador de Yapeyú, Juan de San Martín, fundó 4 estancias al sur del río Miriñay, entre ellas Concepción de Mandisoví (en las cercanías de la actual ciudad de Federación) y Jesús del Yeruá (luego Colonia Yeruá), restaurándose la ruta oriental de la yerba mate y el puerto de San Antonio del Salto Chico para embarcar las mercaderías que llegaban por tierra desde Yapeyú. Entre 1778 y 1782 la zona quedó efectivamente poblada e integrada en la gobernación de las Misiones Guaraníes, cuyo límite sur se consolidó en el arroyo Yeruá.
El geógrafo Francisco de Aguirre escribió en su Diario de viaje que el El Puerto de San Antonio es en el día un pueblito regular, tiene administrador desde 1781 ... los indios viven de sus propias posesiones. Señala además que para 1780 ya tenía una capilla y en 1784 una escuela. En 1783 fue designado un administrador español, a cargo de las actividades mercantiles y el ordenamiento del pueblo.
De acuerdo a un inventario de 1784 la comunidad de Yapeyú poseía tres barcos que hacían la travesía regular entre San Antonio del Salto Chico y el Riachuelo de Buenos Aires: las goletas Nuestra Señora de Dolores y San Juan Bautista y el bergantín Nuestra Señora de los Santos Reyes con 12 tripulantes. Estos barcos tenían patrones españoles y tripulantes guaraníes. Para la ruta terrestre poseía 40 carretas y 2 carretones. Además de yerba mate, el tráfico incluía tabaco, lienzos, algodón, cueros vacunos, caballares y de nutrias, los cuales llegaban en tropas de carreta hasta el Salto Chico.
En el inventario de 1786 se expresa la existencia de una capilla techada de paja con los ornamentos necesarios para el culto divino. Además un almacén destinado para acomodar las haciendas que vienen remitidas para la Administración General. También quince ranchos y dos canoas.
San Antonio del Salto Chico fue visitado por el geógrafo y piloto de la Armada Española Andrés de Oyarvide el 25 de octubre de 1789 cuando regresaba a Buenos Aires tras participar en la demarcación de límites con Portugal. Oyarvide escribió en su Memoria Geográfica:

(...) por la tarde llegamos á la población del Salto Chico, donde hay una capilla dedicada á San Antonio; y se reduce á algunos pequeños ranchos de paja sobre una punta de lomada arenisca, y de piedra sobre la orilla occidental del Uruguay, en donde habitan unas 12 familias de indios del pueblo de Yapeyú, que conserva aquí este puerto para las cargas y descargas de las lanchas que llegan hasta aquí desde Buenos Aires, y en la sazon no se hallaba ninguna con que poder seguir nuestra comision por el rio abajo. La direccion que trae el rio de aguas arriba es de 48° N.-E. en distancia como de 2 millas, y de 1 á 1 1/2 milla es que se halla el dicho Salto Chico, y luego se inclina hacia el N.-E. entre lomadas. Aquí hicimos noche, y se observó la latitud austral 31° 23' 05'', y resulta el rumbo general de esta marcha 0° 30' S.-E., distancia directa 24 millas 45''.

En 1796 existía un saladero en el Salto Chico, para abastecimiento de la Armada Española.
Hacia 1799 ya no llegaban cargamentos de yerba mate a San Antonio del Salto Chico debido a que particulares la compraban en las Misiones burlando los controles y realizaban operaciones de contrabando.
El 19 de enero de 1801 Francisco Rodrigo, teniente de gobernador de Yapeyú, escribió al virrey Avilés notificándole la usurpación de campos en su jurisdicción, entre ellos estaba el ocupado por Julián y por Manuel Barruso entre los arroyos Yuquerí Chico y Ayuí Grande, produciendo tocino.
El 10 de febrero de 1806 el obispo de Buenos Aires Benito de Lué y Riega declaró curato (parroquia) independiente a Mandisoví y viceparroquia a San Antonio del Salto Chico (dependiente de Mandisoví).

## La despoblación
El 16 de noviembre de 1810 el general Manuel Belgrano formalizó la existencia del pueblo de Mandisoví, otorgándole ejido y amplia jurisdicción hasta el arroyo Gualeguaycito por el sur, quedando San Antonio del Salto Chico fuera de su dependencia, por lo que siguió dependiendo del cabildo de Yapeyú.
En 1811 bandas armadas irregulares luso-brasileñas lideradas por Antonio dos Santos ocuparon Mandisoví y poco después el puerto de Salto Chico, fuerzas correntinas al mando de José Ignacio Añasco los expulsaron en noviembre de 1811.
El 15 de noviembre de 1811, cuando a raíz del tratado firmado con el virrey Francisco Javier de Elío, las tropas enviadas por Buenos Aires a la Banda Oriental debieron abandonar dicho territorio, y el gobierno de Buenos Aires nombró al coronel José Gervasio Artigas teniente gobernador, justicia mayor y capitán del departamento Yapeyú y sus partidos, con residencia en Santo Tomé. Artigas luego de dirigir el éxodo del pueblo oriental, llegó al Salto Chico (margen oriental, actual Uruguay) a mediados de diciembre de 1811, pero ante la amenaza portuguesa los exiliados orientales cruzaron el río Uruguay a fines de diciembre instalándose en San Antonio del Salto Chico. Cinco meses después se trasladaron al Campamento del Ayuí (en la parte norte de Concordia), entonces territorio misionero. Durante su gestión como gobernante misionero, Artigas no tuvo oportunidad de trasladarse ni de conocer Santo Tomé, pueblo donde se había fijado su residencia. De hecho Salto Chico, se convirtió transitoriamente en la capital misionera y allí Artigas designó como capitán de las milicias del Salto Chico a Domingo Manduré. Artigas permaneció allí hasta fines de septiembre de 1812.
La ocupación de las Misiones Orientales en 1801 por los portugueses, la ocupación paraguaya del departamento de Candelaria (actual provincia de Misiones) en 1811 y la expedición devastadora por parte del general brasileño Francisco das Chagas Santos en 1817 sobre lo que quedaba de las misiones del río Uruguay, concluyó destruyendo sus pueblos y dispersando a los pobladores que fueron relocalizados por el gobernante paraguayo Gaspar Rodríguez de Francia en su territorio, con lo que culminó con el total despoblamiento de los distritos misioneros de la Mesopotamia argentina. Por este motivo, entre 1817 y 1828 los yerbales en el actual territorio argentino quedaron inexplotados por falta de mano de obra. Finalmente, al concluir la guerra del Brasil, Fructuoso Rivera saqueó a su vez los pueblos guaraníes de las Misiones Orientales, con excepción de San Borja, obligando a sus habitantes a emigrar al naciente Estado Oriental del Uruguay.

## Incorporación a la provincia de Entre Ríos
El despoblamiento drástico ocurrido en toda la cuenca media del río Uruguay produjo también la desaparición de los pueblos y postas que servían de apoyo al camino tradicional. Quedaron destruidos y abandonados Santo Tomé, La Cruz, Yapeyú y las estancias de la "ruta al Salto", con excepción de Mandisoví. En junio de 1820 San Antonio del Salto Chico sufrió un éxodo total de sus moradores guaraníes debido a la derrota de su líder José Artigas ante Francisco Ramírez, refugiándose en la vecina orilla de la Banda Oriental. Fueron allí atraídos por el exjefe artiguista de Mandisoví, Domingo Manduré. Este se había pasado al bando portugués y recibido de Carlos Federico Lecor el grado de teniente coronel y comandante de un pueblo de emigrados guaraníes. En referencia a esto Ricardo López Jordán ofició a Francisco Ramírez el 17 de octubre de 1820:

Por otra parte la falta actual de no tener comandante en Mandisoví, donde creí colocar a don Pedro Gómez quién por orden de V. E. marchó a sú presencia, me hace detener en este punto precaviéndome de cualquiera resultado de Portugueses, por que no hay quien vigile las costas de Uruguay arriba: mientras V. E. no me mande prontamente al expresado Gómez para su colocación, trato de encargar al Capitán Acevedo del cuidado de Mandisovi por ser indispensable cubrir este punto. Es un hombre de confianza: el del Salto está en descubierto por que don Félix Mensan y gran número de familias se han pasado al otro lado del Uruguay, sin duda por el aliciente de la carne, o por seducción de Manduré insistido por los portugueses: por esta razón he creído infrutuosas la remisión de estas familias, que son pocas para repoblar el Salto; todo el chinage de avipones que han llegado aquí, caminó ya a la Matanza a aumentar aquella población.

Durante la República de Entre Ríos, fundada por Ramírez en 1820, los territorios misioneros al sur del río Mocoretá se integraron definitivamente en Entre Ríos, como parte del departamento del Uruguay, siendo remitidas algunas familias para repoblar "El Salto". En 1822 el gobernador Lucio Norberto Mansilla lo transformó en el 4° departamento subalterno del 2° principal de la provincia de Entre Ríos.
Todo el distrito de Salto Chico quedó virtualmente abandonado, de tal manera que el gobierno provincial en 1825 dictó una Ley de Tierras destinadas a fomentar el repoblamiento de los muchos espacios baldíos que existían como consecuencia de las crisis demográficas provocadas por las guerras civiles anteriores. En esta época, ya surgía sobre la base de un campamento luso-brasileño un nuevo centro urbano en la ribera oriental del río Uruguay, la ciudad de Salto.

## Fundación de Concordia
Desde 1824 se proyectaba trasladar Mandisoví a las cercanías de la barra del arroyo Yuquerí Grande. La Asamblea General Extraordinaria que había sido convocada por el gobernador Pedro Espino, resolvió pedir al Congreso Provincial que fundase, en el rincón del Salto, una villa que llevase el nombre "de la Concordia". Solicitud planteada por el cura vicario Mariano José del Castillo, quien asistió como diputado representante de Mandisoví.
El Congreso Provincial, el 29 de noviembre de 1831, ante el mencionado pedido y luego de haber deliberado, ordenó al secretario que redactara un proyecto de decreto que expresara el deseo de que se fundara una villa con el nombre de Concordia y señaló que el lugar más propicio era el sitio llamado San Antonio, en el Salto, por haber existido allí población anteriormente. Se trataba de la extinguida San Antonio del Salto Chico. Así, el Congreso sancionó el decreto fundacional de Concordia, al cual se dio cumplimiento en 1832, cuando el gobierno provincial designó a Del Castillo como comisionado especial para la instalación de la villa y promulgó el decreto el 6 de febrero de 1832. Hacia fines de 1832, la nueva población estaba trazada junto al asiento de los primeros pobladores en tierras que eran propiedad de Manuel Antonio Urdinarrain. El 27 de octubre de 1833 el coronel Antonio Navarro llegó al lugar para ejecutar la construcción de los edificios, tarea que completó el 10 de junio de 1834.